# Harry Spanjer
Harry Spanjer, född 9 januari 1873 i Grand Rapids, död 16 juli 1958 i Saint Petersburg, var en amerikansk boxare.
Spanjer blev olympisk mästare i lättvikt i boxning vid sommarspelen 1904 i Saint Louis.